# هارراخوو
هارراخوو (به چکی: Harrachov) یک منطقهٔ مسکونی و شهرستان دارای شهرک سابقاً روستا در جمهوری چک است که در ناحیه سمیلی واقع شده‌است. هارراخوو ۱٬۶۹۶ نفر جمعیت دارد.